# Tymoteusz z Gazy
Tymoteusz z Gazy – bizantyński poeta z przełomu V i VI wieku, autor O czworonogach w Indii, Arabii, Egipcie i Libii, o osobliwych ptakach i wężach.
Tymoteusz urodził się około połowy V wieku w Gazie. Studiował w Aleksandrii u gramatyka Horapollona. Ponieważ po nieudanej próbie zdobycia władzy przez prefekta Illusa (484-488) doszło w Aleksandrii do rozprawy ze wspierającymi uzurpatora pogańskimi środowiskami aleksandryjskimi, w tym między innymi do zamknięcia szkoły Horapollona. Tymoteusz musiał więc być jego uczniem przed końcem lat 80. V wieku. Za panowania cesarza Anastazjusza I (491-518) napisał epicki utwór dydaktyczny O czworonogach w Indii, Arabii, Egipcie i Libii, o osobliwych ptakach i wężach. Ze słów Suidasa wynika, że oprócz prozy Tymoteusz pisał również heksametrem. Z utworu jego zachowały się jedynie ekscerpty w księdze o zwierzętach u Konstantego Porfirogenety i w wyciągach wydanych przez Matthaeiego i Haupta. Wbrew tytułowi zawierają one również uwagi o zwierzętach europejskich, nawet domowych, choć głównie skupiają się na niezwykłościach świata zwierzęcego zaczerpniętych z Oppiana Kynegetika, Eliana i in. Suidas przypisuje mu też „tragedię” o podatku w złocie, która mogłaby być mową na temat zniesienia tego podatku.